# Cladiella tenuis
Cladiella tenuis is een zachte koraalsoort uit de familie Alcyoniidae. De koraalsoort komt uit het geslacht Cladiella. Cladiella tenuis werd in 1944 voor het eerst wetenschappelijk beschreven door Tixier-Durivault. 